# The Bird and the Bee
The Bird and the Bee est un duo pop américain de Los Angeles composé de Greg Kurstin (« The Bee ») et d'Inara George (« The Bird »).

## Biographie

### Des premiers enregistrements à The Bird and the Bee
Kurstin, producteur et multi-instrumentiste, a travaillé avec Lily Allen, Kylie Minogue, Sophie Ellis-Bextor, Beck et les Red Hot Chili Peppers. Il était également un membre du groupe Geggy Tah. Greg Kurstin et Inara George se sont rencontrés alors que la chanteuse produisait son premier album et décidèrent de travailler ensemble sur un album d'électro-pop influencé de jazz
Leur premier single, Again and Again and Again and Again, sort en octobre 2006
En décembre 2006, un remix de leur chanson Fucking Boyfriend parvient en tête des charts américains Hot Dance Club Play. Enfin, leur premier album éponyme The Bird and the Bee (album) sort le 23 janvier 2007 sous le label de jazz Blue Note Records.
En septembre 2007 parait un nouvel EP intitulé Please Clap Your Hands. L'acteur Eric Wareheim produit le clip. Le single des vacances Carol Of The Bells est présenté comme lecture libre de la semaine sur ITunes en novembre 2007.
L'EP One Too Many Hearts sort le jour de la Saint Valentin de 2008. Cet EP contient notamment la reprise Tonight You Belong To Me.
En juillet 2008, le groupe enregistre 5 titres en concert à Las Vegas dans le prestigieux hotel-casino The Palms. Cet EP est disponible sur iTunes.

### Ray Guns Are Not Just The Future
Après quatre EP consécutifs et un nouvel album solo de la chanteuse, Inara George et Greg Kurstin se décident à sortir leur second album. Intitulé Ray Guns Are Not Just The Future, cet album sort le 27 janvier 2009 et dispose de titres issus des EP précédents ( Birthday, Polite Dance Song notamment). Les deux artistes avouent s'être inspiré vigoureusement du style brésilien Tropicalia ( à l'exemple de Jorge Ben, Caetano Veloso ainsi que Gilberto Gil). On remarque, de même, l'influence du Square Dance (You're a Cad) et inconditionnellement celle du jazz (Punch You In The Eye) . Dans Diamond Dave, Inara George révèle son admiration d'enfant envers le chanteur de rock David Lee Roth. C'est cette même chanson qui est utilisée dans Funny People avec Eric Bana et Adam Sandler pendant la scène de la piscine.

## Discographie

### Album
- 2007 : The Bird and the Bee (album)
- 2008 : Live From Las Vegas
- 2009 : Ray Guns Are Not Just The Future
- 2010 : Interpreting The Masters Volume 1 A Tribute To Daryl Hall And John Oates

### EP & Singles
- 2006 : Again and Again and Again and Again (EP)
- 2007 : Again and Again (Single)
- 2007 : Fucking Boyfriend
- 2007 : La La La
- 2007 : I Hate Camera (Japan-Only EP)
- 2007 : Please Clap Your Hands
- 2008 : Polite Dance Song
- 2008 : Carol Of The Bells
- 2008 : One Too Many Hearts
- 2009 : 12 Days to Christmas
- 2009 : Love Letter To Japan (Radio Edit)